# Adolfo Ferraresi
Adolfo Ferraresi (Marcos Paz, Buenos Aires, 16 de abril de 1969) es un exjugador de fútbol argentino. Actuando en la posición de delantero, desarrolló una carrera como profesional en equipos de Argentina, Venezuela y Colombia, tanto de la máxima división como de categorías menores. 

## Trayectoria

### Clubes
| Club                   | País      | Año       |
| ---------------------- | --------- | --------- |
| Ferro Carril Oeste     | Argentina | 1987      |
| Deportivo Merlo        | Argentina | 1987–1989 |
| Chacarita Juniors      | Argentina | 1989–1990 |
| Ituzaingó              | Argentina | 1990–1992 |
| Villa Dálmine          | Argentina | 1992–1993 |
| Unión Atlético Táchira | Venezuela | 1993      |
| Deportivo Merlo        | Argentina | 1994      |
| Unión Atlético Táchira | Venezuela | 1994–1995 |
| Atlético El Vigía      | Venezuela | 1996      |
| Minervén               | Venezuela | 1996      |
| Estudiantes (BA)       | Argentina | 1996      |
| Unicosta               | Colombia  | 1996      |
| Estudiantes (BA)       | Argentina | 1997      |
| Nacional Táchira       | Venezuela | 1997–1998 |
| Llaneros de Guanare    | Venezuela | 1998–2000 |
| Ituzaingó              | Argentina | 2000–2001 |

## Vida privada
Es padre del fútbolista Nahuel Ferraresi.